# プリンセスロイヤル島

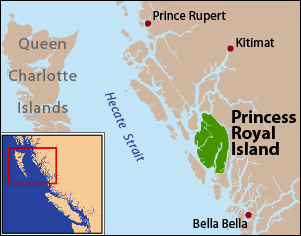
位置

プリンセスロイヤル島（英: Princess Royal Island）は、カナダのブリティッシュコロンビア州にある島。面積2,251平方キロメートルで、州北部沿岸では最大、州内でも4番目に大きな島である。ヘカト海峡東部の島々や入り江の間に位置する。
1788年にチャールズ・ダンカンにより、彼の船であるスループ「プリンセスロイヤル」にちなんで命名された。
現在は無人島である。
カヌーナ湖から東に流れるカヌーナ川がある。また他にホエーラン湖、アンカー湖、バイデール湖、ヘルマケン湖といった湖がある。周囲にはグリベル島、ギル島、カンパーニア島、アリスタザボール島、スウィンドル島、サラ島などがある。